# Dehydrogenazy
Dehydrogenazy – ogólna nazwa grupy enzymów zaliczanych do oksydoreduktaz, odczepiających atomy wodoru (łac. hydrogenium) z rozmaitych związków organicznych występujących w organizmach żywych. Przykładem może być kompleks dehydrogenazy kwasów tłuszczowych czy enzymy cyklu Krebsa. Odrywany atom wodoru nie występuje w postaci rodnika tylko jest wiązany z NAD i tak używany do hydrogenacji (uwodorniania) albo utleniany w kaskadzie oksydacyjnej mitochondrium produkując ATP.